# 菲律宾鹦鹉
，是鹦形目鹦鹉科的一种鸟类，属于单型的菲律宾鹦鹉属（学名：Bolbopsittacus）。
菲律宾鹦鹉体重约67.6克，翼长约95.5毫米，喙宽度约13.8毫米，喙厚度约18.9毫米，嘴峰长约22.7毫米，跗蹠长约13.8毫米，尾长约33.5毫米。
菲律宾鹦鹉是留鸟，栖息在森林，它们是植食性动物，主要以植物的果实为食。

## 亚种
- Bolbopsittacus lunulatus lunulatus，分布在吕宋岛。
- Bolbopsittacus lunulatus callainipictus，分布在萨马尔岛（英语：Samal,_Davao_del_Norte）。
- Bolbopsittacus lunulatus intermedius，分布在菲律宾北部。
- Bolbopsittacus lunulatus mindanensis，分布在棉兰老岛。[4]